# Парни млин у Београду
Парни млин се налази у Београду, у Булевару војводе Мишића број 15, на територији градске општине Савски венац. Представља непокретно културно добро као споменик културе.

## Настајање и изглед млина
Парни млин је основан 1901. године под називом „Прво акционарско-лебарско удружење за прераду хране у Краљевини Србији“, док је зграда саграђена  1902. године као први млин у Србији. Био је опремљен савременим уређајима и по нивоу техничке опремљености могао је да конкурише млиновима у знатно развијенијим земљама. Поред парног погона имао је и динамо-машине.
Први је млин у Србији који је увео 1912-1913. године електрични погон. Између два светска рата постао је један од највећих и најважнијих у Југославији по свом капацитету и производњи.
Објекат млина представља карактеристично здање индустријске архитектуре подређено функцији.